# Lehre
Lehre est une commune d'Allemagne de l'est de la Basse-Saxe dans l'arrondissement de Helmstedt. Elle est à la limite des municipalités de Brunswick et de Wolfsbourg et à 30 kilomètres au nord-est de Helmstedt.

## Municipalité
Outre le bourg de Lehre, la municipalité comprend les villages de Beienrode, Essenrode (connu pour son château), Flechtorf, Gross Brunrode, Klein Brunrode et Wendhausen (connu pour son château).

## Architecture
- Château de Campen à Flechtorf, XVIe siècle
- Château d'Essenrode, XVIIIe siècle
- Moulin à vent de Wendausen, appelé en allemand Moulin hollandais

## Églises
- Église luthérienne-évangélique de la Sainte-Croix, à Lehre
- Église luthérienne-évangélique de la Sainte-Croix, à Flechtorf
- Église luthérienne-évangélique Saint-Jürgen, à Beienrode
- Église luthérienne-évangélique du village de Wendhausen
- Église luthérienne-évangélique Saint-Jean, à Essenrode (qui a la particularité d'être rattachée au diocèse luthérien du Hanovre et non de Basse-Saxe comme les autres

## Personnalités
- Karl August von Hardenberg (1750-1822), né au château d'Essenrode
- Hans von Bülow (1774-1825), né au château d'Essenrode
- Fritz Wendhausen (1891-1962), acteur né à Wendhausen.